# Josep Casadellà i Turón
Josep Casadellà i Turon (Santa Coloma de Farners, 1957) és l'impulsor de la campanya No vull pagar d'insubmissió als peatges. L'1 de maig de 2012 es va convocar una acció multitudinària als peatges impulsada per la Plataforma No vull pagar, que la va crear Jordi Torres, de la Bisbal, i Aïda Àngel, de Barcelona. Posteriorment s'hi van unir Guillem Carbó, Míriam Nogueras i Robert Garrigós. La resposta de la gent i les accions en vídeo de centenars de persones van ser prou importants La nit del 14 de maig de 2012 va esperar, juntament amb Guillem Carbó, durant 5 hores fora del Departament de Territori i Sostenibilitat que acabés la reunió del Grup de Treball sobre els Peatges. Allà van saber que havia arribat el primer ‘requeriment de dades a un conductor’, Jordi Chueca.